# Vitrulan Glasfaser Brattendorf
Die Vitrulan Glasfaser Brattendorf GmbH (ehemalig P-D Glasfaser Brattendorf) ist ein 1993 gegründeter Glasfaserhersteller und Glasweber in Brattendorf. Der Hersteller gehörte zur P-D Group, wurde aber im Juli 2021 von der Vitrulan Gruppe übernommen.

## Geschichte

### Entwicklung des Standortes in der DDR

#### Vorgeschichte des Standortes
Auf dem heutigen Betriebsgelände in Brattendorf war die Tongrube einer Ziegelei, welche sich auf dem angrenzenden Grundstück befand. Das heutige Werk sollte ursprünglich erneut eine Ziegelei beherbergen und wurde auch dementsprechend konzipiert. Auf Grund eines Tapetenengpasses in der DDR wurde das ursprüngliche Vorhaben durch die Parteiführung abgebrochen und die Betriebsstätte zu einer Produktionsstätte für Glasfasertapete und Glasgewebe mit eigener Glasfaserbandherstellung umgewandelt.

#### Glasfaserproduktion in Brattendorf

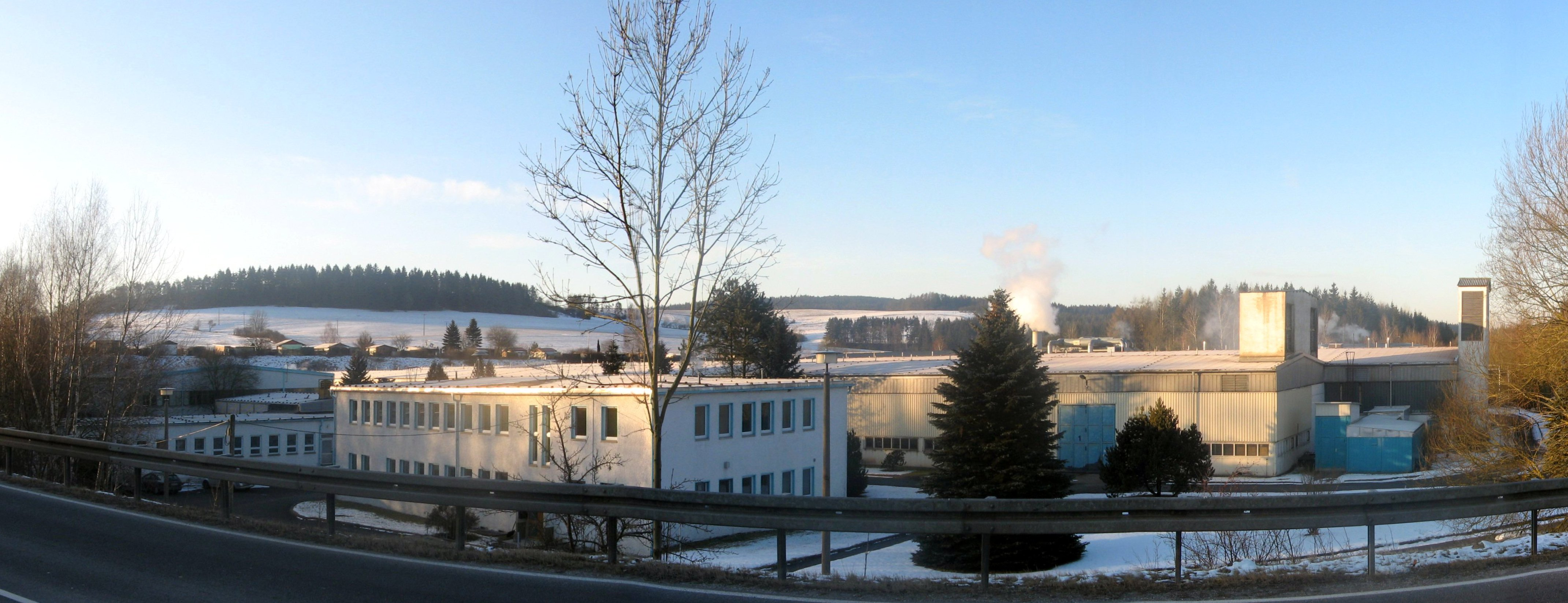
Produktionsstandort für Glasfasertapete in Brattendorf

Im Jahr 1973 erfolgte die Grundsteinlegung des heutigen Produktionsstandortes als Betriebsteil des Glaswerks Haselbach auf dem Gelände der ehemaligen Ziegelei und die Aufnahme der Glasfaserproduktion.
Durch die Übernahme eines Glasfaserherstellungsverfahrens der Firma Schuller aus Wertheim beherrschte man ein zweistufiges Fertigungsverfahren zur Herstellung von Glasfaserprodukten. Dieses Herstellungsverfahren war damit einzigartig in der DDR. Die Firma Schuller knüpfte damit an ihre firmengeschichtlichen Ursprünge an. Firmengründer Hermann Schuller entdeckte im 19. Jahrhundert das industrielle Potential der Glasfaser und gründete 1896 im thüringischen Haselbach die Glasfabrik, zu der Brattendorf zu diesem Zeitpunkt als Betriebsteil zugehörig war. Hermann Schuller gelang es durch das von ihm entwickelte Düsenziehverfahren, erstmals spinnbare Glasfäden mit genau definiertem Durchmesser als „Rollenware“ herzustellen. Ziel der Firma Schuller war es zudem, auf diese Weise den Marktzugang zu den damals abgeschotteten Ostmärkten zu erhalten.
Die typischen DDR-Glasfasertapeten mit kräftigen, floralen Mustern in den 1970er Jahren und zu Beginn der 1980er Jahre wurden ausschließlich in Brattendorf gewebt und bedruckt.
Mitte der 1970er Jahre wurde das Glaswerk Haselbach infolge einer Neuordnung der Kombinate gemeinsam mit der Trisola Steinach aus dem Kombinat Technisches Glasseidenwerk Oschatz herausgelöst und dem VEB Werk für Technisches Glas Ilmenau zugeordnet. Exporte nach Westdeutschland konnten vor allem durch das Glasseidenmischgewebe für Bitumen Dachdichtungsbahnen realisiert werden.
Von 1981 bis zur Wende bestand der Betriebsteil Brattendorf als eigenständiger Unternehmensteil unter dem Dach der Trisola Steinach, zu der weiterhin das Glaswerk Steinach, das Glaswerk Lauscha, das Schaumglaswerk Taubenbach sowie das Glaswerk Haselbach gehörten.
Nach der Wende wurden die fünf Unternehmen der Trisola Steinach in selbständige GmbHs umgewandelt. Die P-D Glasfaser GmbH Brattendorf / Thür. firmierte zu diesem Zeitpunkt unter „Brattendorfer Glasfaser GmbH“.

#### Produkte zu DDR-Zeiten
- Glasseidenmischgewebe
- bedruckte Glasfasertapete
- Wandkalender, Plakate
- Polyglasgelege
- Glasgittergewebe
- Dämmmaterial
- Faserband

Bereits zu dieser Zeit wurde Glasfasertapete unter dem Markennamen „haglasta“ (Haselbacher-Glasfasertapete) vertrieben.

### Neustrukturierung
Nachdem 1992 die Geschäftsanteile an die Treuhandanstalt übertragen wurden, erfolgte im Jahr 1993 die Privatisierung und Neugründung des Unternehmens unter der Firma „P-D Glasfaser GmbH Brattendorf / Thür.“. Als Konsequenz an die neuen Anforderungen des Wettbewerbes erfolgte zudem eine Neuorientierung auf die Produktzweige Glasfasertapete, Textilglasgewebe und Glasgittergewebe.

#### Aufbau des Vertriebes von Glasfasertapete nach der Wende
Auf Grund der geschichtlichen Entwicklung des Unternehmens als reiner Betriebsteil bestand zu DDR-Zeiten jeder Marktzugang lediglich über die Vertriebsabteilung des Kombinates. Der Aufbau eines eigenständigen Vertriebes der Glasfasertapete aus Brattendorf kann daher als eine der größten Herausforderungen nach Neugründung des Unternehmens betrachtet werden. In kürzester Zeit mussten alte Strukturen des auf die Planwirtschaft orientierten Kombinates durch marktwirtschaftliche Strukturen abgelöst werden. Da es keine Kundenkontakte gab, mussten sämtliche externen Geschäftsbeziehungen neu aufgebaut werden, um schnellstmöglich Kostendeckung zu erreichen. Mittlerweile besitzt die P-D Glasfaser GmbH Brattendorf Kundenkontakte und Handelsvertreter sowohl in Deutschland als auch West-, Nord- und Osteuropa.
Die Marke „haglasta“ wurde nach Neugründung des Unternehmens übernommen. Der bisherige Jahresspitzenwert mit 20 Mio. m2 Glasgewebe wurde 2007 erreicht.
Im September 2012 erfolgte die Verschmelzung der P-D Glasfaser GmbH mit der P-D Industriegesellschaft mbH zur Sicherung und Erhöhung der Wettbewerbsfähigkeit des Standortes. Der Unternehmensteil firmiert seit dem unter P-D Industriegesellschaft mbH GLASFASER BRATTENDORF.

## Produktpalette
- Glasfasertapete, Glasdekogewebe, Glasgewebetapete
- Glasvlies (beschichtet und unbeschichtet)
- Glasgittergewebe
- Glasstapelfaser-Vorgarn
- Textilglasgewebe
- Kleister

Seit 2004 stellt das Unternehmen ein Abschirmvlies mit hoher Schirmdämpfung für elektromagnetische Wellen her. Laut Prüfung nach IEEE-Standard 299-1997, MIL-STD 285 und VG-Norm 95370 werden 99,8 % elektromagnetischer Wellen von der Abschirmung absorbiert.
Durch die permanente Weiterentwicklung der traditionellen Webtechnik können Kunden auch hochwertige, der Jacquardmusterung nachempfundene Muster und Strukturen kaufen.